# Teskánd
Teskánd is een plaats (község) en gemeente in het Hongaarse comitaat Zala. Teskánd telt 991 inwoners (2001).